# Комендантська година (фільм)
«Комендантська година» — радянський художній фільм 1981 року, знятий режисером Наталією Трощенко на кіностудії «Ленфільм».

## Сюжет
До невеликого білоруського міста, окупованого гітлерівцями, приїжджає сільський учитель Роман Паскевич. Насправді він таємний агент фашистської розвідки на ім'я Еріх. Йому доручено напасти на слід партизанських з'єднань, з'ясувати їх плани, чисельність, оснащеність бойовим спорядженням. Еріх-Роман стає частим гостем у будинку літньої жінки — баби Віри, яку він вважає партизанською зв'язковою. Проста, нічим, здавалося б, не помітна жінка в критичний момент постає натурою непересічною, винятковою особистістю. Вона виховує вдома дванадцять дітей. Війна відібрала у цих хлопців батьків, позбавила їхнього даху над головою. Зі смертельним ризиком баба Віра видобуває для своїх прийомних дітей їжу та одяг, рятує від безлічі небезпек. Вона готова віддати життя за перемогу правої справи. Навряд чи сама баба Віра усвідомлює всю велич свого подвигу — вона робить так, як велить серце.

## У ролях
- Галина Макарова — баба Віра
- Ірина Резнікова — Настя, партизанка
- Андрій Толубєєв — Роман Паскевич, він же Еріх
- Іван Сидоров — Федір
- Юрій Соловйов — командир партизанського загону
- Аркадій Трусов — дід
- Антон Гранат — роль другого плану
- Соня Джишкаріані — роль другого плану
- Олена Хопшоносова — роль другого плану
- Наталія Васильєва — роль другого плану
- Оля Васильєва — роль другого плану
- Данило Гінкас — роль другого плану
- Оля Канаєва — роль другого плану
- Сергій Мальцев — роль другого плану
- Федір Нікітін — художник
- Іра Федосєєва — роль другого плану
- Анда Зайце — епізод
- Микола Федорцов — епізод
- Сергій Заморєв — епізод
- Олександр Липов — епізод
- Наталія Христофорова — епізод
- Світлана Гайтан — епізод
- Валентин Головко — епізод
- Дмитро Зебров — епізод
- Ольга Торбан — епізод
- Віктор Євграфов — епізод
- Аслан Рахматуллаєв — епізод

## Знімальна група
- Режисер — Наталія Трощенко
- Сценарист — Самсон Поляков
- Оператор — Олександр Чечулін
- Композитор — Владислав Успенський
- Художник — Олена Фоміна